# Joe Lycett

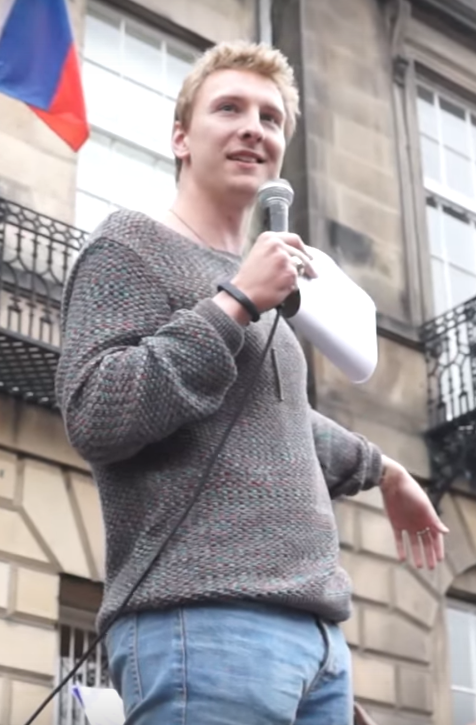
Joe Lycett bei einem Stand-Up-Auftritt in Edinburgh für LGBT-Rechte

Joe Harry Lycett (* 5. Juli 1988 in Hallgreen, Birmingham) ist ein britischer Moderator, Künstler und Komiker. Lycett nutzt häufig das von ihm selbst gewählte Pseudonym Mummy.

## Werdegang
Joe Lycett trat in zahlreichen britischen Fernsehsendungen und Panel-Shows auf, unter anderem bei Live At The Apollo, 8 Out of 10 Cats, 8 Out of 10 Cats Does Countdown, Celebrity Juice, Never Mind the Buzzcocks, Spicks and Specks, Would I Lie to You?, Insert Name Here, Virtually Famous und Two Pints of Lager and a Packet of Crisps. Er war auch einer der Teilnehmer bei Taskmaster und moderierte die Sendung The Great British Sewing Bee auf BBC Two.
Seit 2019 moderiert seine eigene Sendung Joe Lycett's Got Your Back auf dem Fernsehsender Channel 4. 2021 übernahm Lycett Travel Man von Richard Ayoade. Seit März 2023 ist Lycett der Host seiner eigenen Late-Night-Show Late Night Lycett. Die Show wird in Lycetts Heimatstadt Birmingham aufgezeichnet und bedient sich zahlreicher Anspielungen auf Eigenheiten der zweitgrößten Stadt Großbritanniens. Lycett bezieht sich häufig auf seine Bisexualität und Pansexualität in seinen Stand-up-Programmen. Über sein Liebesleben hingegen hielt er sich lange bedeckt, machte jedoch vor Kurzem öffentlich, dass er in einer Beziehung mit einer Frau sei. Das Paar ist seit 2024 Eltern eines Sohnes. Er zählt zu Großbritanniens bekanntesten LGBT-Persönlichkeiten und setzt sich aktiv für deren Rechte ein.
In einem BBC-Radiointerview erklärte er, dass Immobilienpreise in schwulen Stadtteilen höher seien, weshalb er, um den Wert seines Eigentums zu steigern, über einen längeren Zeitraum Maßnahmen unternahm, seinem Bezirk Kings Heath in Birmingham erfolgreich die Fama eines Schwulenviertels anzudichten. Der Bezirk veranstaltet mittlerweile jährlich das Queens Heath Pride, ein LGBT-Festival. Es handelt sich um einen Stunt für Lycetts Comedyprogramm More, More, More! How Do You Lycett.

## Karriere
Lycett trat in zahlreichen britischen Fernsehsendungen, Panel-Shows, Podcasts und Radiosendungen auf, unter anderem bei Live At The Apollo, 8 Out of 10 Cats, 8 Out of 10 Cats Does Countdown, Taskmaster, BBCRadio5, BBCRadio4, BBCRadio2, My Dad Wrote a Porno, Richard Herring Leicester Square Theatre Podcast und The Political Party.
2019 startete Lycetts eigene Show Joe Lycett's Got Your Back. Im Rahmen der Sendung änderte Lycett im Februar 2020 als Reaktion auf einen Rechtsstreit zwischen dem Modeunternehmen Hugo Boss und einer kleinen Brauerei namens Boss Brewing seinen Namen in Hugo Boss. Im April 2020 änderte er seinen Namen wieder in Joe Lycett.
2021 präsentierte Lycett die Dokumentation Joe Lycett vs the Oil Giant auf dem Fernsehsender Channel 4. In der Dokumentation kritisiert Lycett den Ölgiganten Shell.
2022 moderierte Lycett Joe Lycett's Big Pride Party auf dem Fernsehsender Channel 4. Gäste der Show waren unter anderem Joe Locke und Kit Connor.
Am 4. September 2022 nahm Lycett an der politischen Talkshow Sunday with Laura Kuenssberg teil. Weitere Gäste waren unter anderem Liz Truss und Rishi Sunak. Truss setzte sich wenige Tage nach Ausstrahlung der Talkshow gegen Sunak durch und wurde zur Premierministerin gewählt. Auf das Interview zur Senkung der Energiekosten von Truss angesprochen, nutzte Lycett in seiner Antwort Ironie und Apophasis. Er bezeichnete sich ironisch als „very right-wing“ und zeigte sich dementsprechend überzeugt von Truss und ihren Plänen zur Senkung der Energiekosten. In den Folgemonaten nutzte Lycett seine Vorgehensweise auf Twitter und in seiner Late-Night-Show als Running Gag.
Am 13. November 2022 veröffentlichte Lycett ein Video, in dem er David Beckham für seinen millionenschweren Vertrag als Botschafter für die Fußball-Weltmeisterschaft 2022 in Katar kritisierte. Homosexuelle Handlungen stehen in Katar unter Strafe. Beckham trat in Vergangenheit jedoch als Unterstützer der LGBT Gemeinschaft auf. Lycett bot Beckham an, 10.000 Pfund an Charity-Organisationen zu spenden, wenn Beckham aus dem Sponsorenvertrag austritt. Sollte Beckham weiterhin als Botschafter der Weltmeisterschaft in Katar fungieren, drohte Lycett damit, das Geld kurz vor der Eröffnungszeremonie zu schreddern. Bis zur Deadline äußerte sich Beckham nicht. Auf benderslikebeckham.com schredderte Lycett das Geld live. Einen Tag später gab er an, kein echtes Geld zerstört zu haben. Die 10.000 Pfund spendete er dennoch an LGBT Charity. Während eines Weihnachts-Specials von Joe Lycett's Got Your Back schredderte Lycett eine Ausgabe des britischen Life-Style Magazins Attitude. Die Ausgabe aus dem Jahr 2002 berichtete über David Beckham und feierte ihn als Ikone für homosexuelle Männer. 2023 wurde Lycetts Stunt vielfach ausgezeichnet, unter anderem mit einem Preis der British Academy Television Awards und den Comedy Award der Attitude Awards (BAFTA). 2024 wurde Lycett als bester TV-Comedian mit dem Chortle Award ausgezeichnet.
Im Dezember 2022 veröffentlichte das britische Tabloid The Sun einen Artikel, in dem sie Lycett dafür kritisieren, selbst in Doha, Katar als Comedian aufgetreten zu sein. Lycett wurde im Zuge dessen Heuchelei vorgeworfen. Lycett reagierte auf die Kritik, in dem er betonte, dass er die Auftritte in Katar nicht geheim gehalten hat. In einem ironischen Gegenschlag sprach er sich selbst keine derart lupenreine moralische Vorgehensweise und makellose Selbstreflexion zu wie der The Sun.
Seit März 2023 moderiert Lycett seine eigene Late-Night-Show. Late Night Lycett wird freitagabends live aus Birmingham ausgestrahlt. Lycett gilt als großer Fan seiner Heimatstadt, weshalb die Show eine liebevolle Hommage auf Birmingham ist. Zu den wiederkehrenden Elementen der Show zählen unter anderem, Lycetts Corner Shop in Kings Heath, Birmingham als Außendrehort der Show, Auftritte lokaler Künstler, „Richard Yewtree“, eine Parodie der Nachrichtensendung GB News und Lycetts Tanten „Pauline und Margaret“. Lycett ermöglichte 26 Praktikanten aus Birmingham und Umgebung die Mitarbeit an der Show. Gäste der Show waren unter anderem Joan Collins, Jonathan Ross und Katherine Ryan. Late Night Lycett wird im Frühling 2024 um eine zweite Staffel erweitert.

## Privatleben und Kunst
Lycett wurde in Hall Green, Birmingham geboren. Seine Eltern sind David und Helen Lycett. Er studierte Theater und Englisch an der University of Manchester.
Zwei von Lycetts Kunstwerken wurden in der Royal Academy of Arts im Rahmen der Summer Exhibition ausgestellt. 2022 moderierte Lycett die gleichnamige Dokumentation Joe Lycett: Summer Exhibitionist.
Gemeinsam mit seiner Mutter Helen (ARBSA) stellte Lycett einige seiner, ihrer und gemeinsame Kunstwerke in einer zehntägigen Kunstausstellung aus. Die Ausstellung Lycett & Mummy beinhaltet unter anderem ein Porträt des Musikers Harry Styles, das Lycett dem Künstler für £6 und ein KitKat Peanut Butter Chunky verkaufte. Die Ausstellung wurde von They Made This kuratiert.